# Genki Dean
Roderick Genki Dean (jap. ディーン元気 Dean Roderick Genki; ur. 30 grudnia 1991 w Kobe) – japoński lekkoatleta specjalizujący się w rzucie oszczepem.
W 2010 zdobył srebrny medal i tytuł wicemistrza świata juniorów. Rok później był finalistą mistrzostw Azji oraz uniwersjady. Stawał na podium mistrzostw Japonii w kategorii juniorów i seniorów.
Rekord życiowy: 84,28 (29 kwietnia 2012, Hiroszima).

## Osiągnięcia
| Rok  | Impreza                     | Miejsce   | Pozycja           | Wynik |
| ---- | --------------------------- | --------- | ----------------- | ----- |
| 2010 | Mistrzostwa świata juniorów | Moncton   | 2. miejsce        | 76,44 |
| 2011 | Mistrzostwa Azji            | Kobe      | 7. miejsce        | 76,20 |
| 2011 | Uniwersjada                 | Shenzhen  | 12. miejsce       | 73,44 |
| 2012 | Igrzyska olimpijskie        | Londyn    | 10. miejsce       | 79,95 |
| 2013 | Uniwersjada                 | Kazań     | 5. miejsce        | 78,21 |
| 2013 | Igrzyska Azji Wschodniej    | Tiencin   | 3. miejsce        | 77,35 |
| 2022 | Mistrzostwa świata          | Eugene    | 9. miejsce        | 80,69 |
| 2023 | Mistrzostwa Azji            | Bangkok   | 1. miejsce        | 83,15 |
| 2023 | Mistrzostwa świata          | Budapeszt | el. – 14. miejsce | 79,21 |
| 2023 | Igrzyska azjatyckie         | Hangzhou  | 3. miejsce        | 82,68 |
| 2024 | Igrzyska olimpijskie        | Paryż     | el. – 13. miejsce | 82,48 |